# Frederic Dalmau i Gratacòs
Frederic Dalmau i Gratacòs (Banyoles, Pla de l'Estany, 1874 - Girona, Gironès, 1926) va ser un sacerdot, professor d'ensenyança secundària i doctor en Filosofia i Lletres.
Dalmau va ser un dels pioners de la psicologia experimental a Espanya. La seva investigació experimental sobre l'elecció voluntària, desenvolupada a la Universitat de Lovaina el 1911, forma part de la història de la renovació experimental de la psicologia neoescolàstica a Espanya.
Va fer estudis eclesiàstics i es va llicenciar en Teologia. Posteriorment, es va doctorar en Filosofia i Lletres. El 1900 és nomenat catedràtic de Retòrica, Història Universal i Grec al Seminari Conciliar de Girona. També va ser membre de la Societat Econòmica d'Amics del País. Amplià estudis a Lovaina i a Alemanya. En 1910 va obtenir la càtedra de Psicologia, Lògica, Ètica i Rudiments de Dret de l'Institut General i Tècnic de Logronyo, al qual s'incorpora l'octubre d'aquell mateix any. En 1911 i 1912 fou becat per la Junta per a l'Ampliació d'Estudis per treballar amb Albert Michotte. Allà va estudiar els conceptes de "sensació" i "acte voluntari", experimentant amb estímuls determinants d'accions, després analitzades introspectivament, i va elaborar també manuals neoescolàstics de filosofia i psicologia, que considerava com la ciència dels fenòmens de consciència. El 1912 es va incorporar a l'Institut de Girona. Va ser un col·laborador assidu del diari La Regeneració.

## Publicacions
- Teoría del conocimiento humano según la filosofía de santo Tomás de Aquino (1898)[1]
- La Sensación: estudio psico fisiológico (1907)[5]
- Elementos de filosofía: ética ó filosofía moral (1911)[4]
- Elementos de filosofía: lógica (1912)[4]
- Elementos de filosofía: psicología (1912)[4]
- Resumen de la Lógica (1914)[1]
- Resumen de la psicología (1914)[4]
- La Elección voluntaria: trabajo de psicología de laboratorio (1916)[4]
- Compendio de filosofía para la formación filosófica de las jóvenes educandas en los colegios de religiosa (1923)[4]